# TJ Sokol Malá Víska
TJ Sokol Malá Víska (celým názvem: Tělovýchovná jednota Sokol Malá Víska) je český klub ledního hokeje, který sídlí ve Vrhavči v Plzeňském kraji. Od sezóny 2012/13 působí v Plzeňské krajské soutěži – sk. A, páté české nejvyšší soutěži ledního hokeje. Klubové barvy jsou modrá, červená a bílá. Od sezóny 2024/25 se Malá Víska spojila s klubem HC Klatovy a do soutěže nastoupila jako rezervní klub Klatov pod názvem HC Klatovy "B".
Své domácí zápasy odehrává na zimním stadionu Klatovy s kapacitou 3 250 diváků.

## Přehled ligové účasti
Stručný přehled
Zdroj: 
- 2012– : Plzeňská krajská soutěž – sk. A (5. ligová úroveň v České republice)

Jednotlivé ročníky
Zdroj: 
Legenda: ZČ - základní část, červené podbarvení - sestup, zelené podbarvení - postup, fialové podbarvení - reorganizace, změna skupiny či soutěže
| Česko (2012 – ) |                                 |           |          |                                       |          |
| Sezóny          | Soutěž                          | Úroveň    | ZČ       | Play-off, nadstavba, sk. o udržení... | Poznámky |
| 2012/13         | Plzeňská krajská soutěž – sk. A | 5. úroveň | 8. místo | Čtvrtfinále                           |          |
| 2013/14         | Plzeňská krajská soutěž – sk. A | 5. úroveň | 6. místo | Čtvrtfinále                           |          |
| 2014/15         | Plzeňská krajská soutěž – sk. A | 5. úroveň | 4. místo | Semifinále                            |          |
| 2015/16         | Plzeňská krajská soutěž – sk. A | 5. úroveň | 9. místo | Ne                                    |          |
| 2016/17         | Plzeňská krajská soutěž – sk. A | 5. úroveň | 4. místo | Vítěz                                 |          |
| 2017/18         | Plzeňská krajská soutěž – sk. A | 5. úroveň | 4. místo | Finále                                |          |
| 2018/19         | Plzeňská krajská soutěž – sk. A | 5. úroveň |          |                                       |          |